# Christian Zeitz
Christian Zeitz (født 18. november 1980 i Heidelberg) er en tysk tidligere håndboldspiller, der spillede for de tyske Bundesligaklub GWD Minden og THW Kiel i elleve sæsoner. For THW Kiel vandt Zeitz seks tyske mesterskaber, Champions League og EHF Cuppen. Zeitz er venstrehåndet og spiller primært højre back.
I 2018 blev han fyret af THW Kiel efter længerevarende uenigheder om kontraktens form og indhold. Zeitz spillede i to år uden en formel kontrakt, hvilket førte til en retssag om uberettiget fyring. Sagen endte med et forlig, hvor klubben måtte betale ham en erstatning på 75.000 euro.

## Klubhold
Zeitz har gennem sin karriere spillet i:
- TSV Östringen (1986-2002)
- SG Kronau-Östringen (2002-2003)
- SG Wallau/Massenheim (2002-2003)
- THW Kiel (2003-2014)
- Veszprém KC (2014-2016)
- THW Kiel (2016-2018)
- SG Nußloch (2018-2020)
- TVB Stuttgart (2020)
- GWD Minden (2020-2022)

## Landshold
Zeitz debuterede på det tyske landshold i 2001 og har i sin karriere spillet næsten 150 landskampe og scoret over 400 mål. Han var blandt andet med til at vinde EM-guld i 2004 og VM-guld i 2007.
Han har deltaget i to olympiske lege. Ved OL 2004 i Athen var han med til at blive nummer tre i den indledende pulje, hvorpå tyskerne i kvartfinalen besejrede Spanien med 32-30 og i semifinalen Rusland med 21-15. Finalen blev et møde med Kroatien, som vandt 26-24, og dermed fik tyskerne sølv. Zeitz var også med ved 2008 i Beijing, hvor tyskerne ikke gik videre fra indledende runde og blev nummer ni.

## Eksterne links
- Wikimedia Commons har flere filer relateret til Christian Zeitz
- Christian Zeitz' hjemmeside Arkiveret 22. juni 2008 hos  Wayback Machine

- Christian Zeitz' opslag i Munzinger Sportsarchiv (tysk)
- Christian Zeitz' profil på Olympics.com (engelsk)
- Christian Zeitz' profil på Olympic.org (arkiveret) (engelsk)
- Christian Zeitz' profil på Sports-Reference OL-resultater (arkiveret) (engelsk)
- Christian Zeitz' profil på Olympedia (engelsk)
- Christian Zeitz' profil hos Det Europæiske Håndboldforbund (engelsk)
- Christian Zeitz' profil hos THW Kiel (tysk)